# Lois Moran
Lois Moran (nacida como Lois Darlington Dowling; 1 de marzo de 1909 – 13 de julio de 1990) fue una actriz de cine y teatro estadounidense.

## Primeros años
Moran nació en Pittsburgh, Pensilvania, hija de Roger Dowling y Gladys Evans Dowling. Cuando Moran tenía un año, su padre murió en un accidente de automóvil. Unos años más tarde, su madre se casó con el Dr. Timothy Moran. Sufrió una segunda pérdida a los 9 años, cuando su padrastro (a quien más tarde describió como "mi persona más querida en el mundo junto a mi madre") murió de gripe.
Asistió a la Seton Hill Academy en Greensburg, Pensilvania. En 1921, cuando Lois tenía 12 años, ella y su madre se mudaron a París, Francia, con fondos proporcionados por la tía abuela de Lois.: 8–9 

## Teatro
Moran cantó y bailó en la Ópera Nacional de París cuando tenía 13 años.
Sus créditos en Broadway incluyen en Of Thee I Sing (1931) y This Is New York (1930).

## Cine

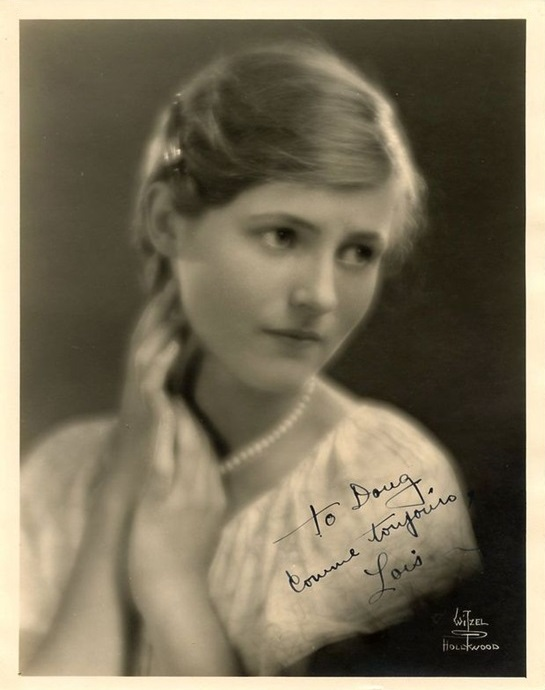
Moran en los años 20

La carrera cinematográfica de Moran comenzó cuando rodó su primera película en París a los 14 años. Probablemente sea más conocida por su papel de Laurel Dallas, hija del personaje del título, en la película de 1925 Stella Dallas,, que supuso su debut en el cine de Hollywood.
Participó en las primeras películas sonoras, como Behind That Curtain (1929), y en algunos musicales, como A Song of Kentucky (1929), Words and Music (1929) y Mammy (1930). Después se trasladó a Broadway, donde actuó en la obra This Is New York (1930) y en los musicales Of Thee I Sing (1933) y Let 'Em Eat Cake (1934).

## Televisión
Moran también tuvo un papel coprotagonista en la breve serie de televisión Waterfront (1954-1955). Estaba protagonizada por Preston Foster como el capitán John Herrick y Moran como su esposa May Herrick.

## Vida personal
En 1927, tuvo un breve romance con el escritor F. Scott Fitzgerald, que se había trasladado con su esposa a Hollywood para escribir una comedia de flapper para United Artists. Moran se convirtió en una musa temporal para el autor y éste reescribió a Rosemary Hoyt, uno de los personajes centrales de Tender is the Night (que había sido un varón en borradores anteriores) para que se pareciera mucho a ella.
En 1935 se casó con Clarence M. Young, subsecretario de comercio,  retirándose temporalmente de su carrera como actriz. Tuvieron un hijo, Timothy, y permanecieron juntos hasta la muerte de Young en 1973.

## Muerte
Moran falleció en una residencia de ancianos de Sedona, Arizona, tras padecer cáncer. Fue incinerada y sus cenizas se esparcieron en la zona de Red Rock, en Arizona. Le sobrevivió su hijo Timothy.

## Filmografía seleccionada
- La Galerie des monstres (1924)
- Stella Dallas (1925)
- Feu Mathias Pascal (1925)
- Just Suppose (1926)
- The Road to Mandalay (1926)
- Padlocked (1926)
- Prince of Tempters (1926)
- God Gave Me Twenty Cents (1926)
- The Whirlwind of Youth (1927)
- The Music Master (1927)
- Publicity Madness (1927)
- Don't Marry (1928)
- Love Hungry (1928)
- Blindfold (1928)
- Words and Music (1929)
- Joy Street (1929)
- Making the Grade (1929)
- True Heaven (1929)
- The Dancers (1930)
- Not Damaged (1930)
- Under Suspicion (1930)
- Men in Her Life (1931)
- The Spider (1931)
- West of Broadway (1931)
- Alice in the Cities (1974)